# Kurz von Senftenau
Kurz von Senftenau byla v 16. a 17. století rakouská rodina dvorské šlechty, která měla statky i v Čechách. 
V roce 1536 obdrželi Zikmund, Šimon a Jindřich a Šebestian, syn Zikmundův, potvrzení šlechtictví za služby prokázané císaři Karlovi V., které bylo v roce 1544 rozšířeno na rakouské země.
Další členové
- Jakub Kurz zvaný Curtius († 1600), syn Šebestiánův, byl ve službách Maxmiliána II., stal se tajným radou a říšským místokancléřem. Byl prostředníkem Rudolfa II. v jeho stycích s učenci a vyjednával také v Kodani s Tychonem Brahem o jeho přestěhování do Prahy.[1]
- Engelhardt Kurz – druhý Šebestinánův syn, padl roku 1594 v bitvě před Rábem[1]
- Jan Jakub Kurz – sloužil císaři Ferdinandovi II. jako posel. V roce 1624 se stal členem jezuitského řádu.[1]
- Ferdinand Zikmund Kurz (1592–1659) se oženil s Martou Alžbětou Mušingerovou a získal s ní Choceň a Borovnici v Čechách. Byl říšským dvorským radou, roku 1635 dostal od císaře Žáky a Kluky, ale roku 1636 prodal Borovnici, 1638 Kluky a 1648 Žaky. Zemřel bez mužského potomstva a čtyři z jeho sedmi dcer si rozdělily jeho jmění. V Čechách tím rodina vymřela.[1]